# F-ZERO CLIMAX
『F-ZERO CLIMAX』（エフゼロ クライマックス）は、2004年10月21日に任天堂から発売されたゲームボーイアドバンス用レースゲーム。F-ZEROシリーズの第6作目。

## 概要
追加されたシステムや登場人物の設定など、2003年10月7日から2004年9月28日まで放送されたテレビアニメ『F-ZERO ファルコン伝説』の影響を受けた要素が存在する。今作では一般に販売された作品で初めてコースエディットが可能になった。また、操作に関してもこれまでの作品に登場したアクションを取り入れつつ、ターンにおける曲がり方の制御やブースト性能の微調整などが可能になった。尚、操作設定はゲーム開始時に行い、グランプリではその設定で5コースを走ることになる。またBGMは、原曲に強めのアレンジをかけているものが多い。
なお、タイトルにCLIMAX（クライマックス）とついているが、本作では「究極の、最高潮の」という意味で使われており、そもそもCLIMAXという英単語に最後という意味はない。しかし本作発売から2023年に『F-ZERO 99』が発表されるまでの約19年間、新作が発表されてこなかったため、あたかも最後の作品のようになっていた。そのためか、インターネットのフリーマーケットサイトや中古ゲーム市場ではプレミアム価格が付いており、発売時よりも高値で取引されている。

## ルール

### グランプリモード
1. 使用可能なマシンは初期状態で5台（グランプリのクリア状況により39台まで増える）。グランプリは全24台で5コース3周勝負。NOVICEおよびSTANDARD、EXPERT、MASTERでコースの組み合わせが異なる。
2. 3周完走者には順位に応じてポイントが与えられる。この合計得点で総合順位が決定される。なお、2レース目以降は前レースの順位がそのままスタート位置に反映される。
3. ブーストは2周目以降、エネルギーを一定量消費して使用。また、周回ごとにブースト効果を飛躍的に上昇させるリアクターマイトを獲得でき、ブースト中にさらにブーストを使用することでスーパーブーストを発動できる。
4. 路外転落、クラッシュ時はリタイアとなりスペアマシン（初期4台）を1台消費して再レース可能。ただし、グランプリのNOVICEランクに限り、クラッシュ時に自動的にその場で復活する（この際はスペアマシンを消費しない）。
5. 各グランプリを完走すると新たなマシンが追加され、優勝するとさらに追加される。

### サバイバルモード
本作ではそれまでのグランプリモードの他に、一定数の連戦となるサバイバルモードが追加された。このルールは以下の通り。
1. 難易度を選択する。難易度により対戦人数（ライバルたちの顔ぶれ）とスペアマシンの数が決まる（対戦人数/スペアマシン数はTOUR:5/5、CHALLENGE:8/5、BATTLE:10/3、VIOLENCE:12/2）。
2. グランプリモードで使用可能なマシンが使用できる。
3. 各バトルにはコースとルールが設定されており、1位でゴールすることで次のステージへ進める（DEATH RACEを除く）。失敗した場合はスペアマシンを消費して再挑戦可能。
  - 通常のコースで対戦するルール
    - 3LAPS - 通常の3周勝負。
    - DEATH RACE - 3周走り終えるまでに指定されたライバルのマシンを破壊すればクリア。(それ以外のマシンを破壊する必要はない)
    - 1LAP - 1周勝負であること以外に特別な条件は設定されていない。ブーストの使用も可能。
    - TOP KEEP - 1周勝負、ゴール時だけでなく常に1位をキープしなければならない。難易度が高いとライバルがロケットスタートを使ってくるので、自分も成功出来ないと開始直後に2位に落ちて即失敗になる。ブースト使用可能。
    - SPEED 800 - 1周勝負、800km/hを割った時点で失敗（スタート直後の5秒間を除く）。ブースト使用可能。
    - NO CRASH - 両者ともにエネルギーゲージが常に0の状態で、1対1の1周勝負。そのためブーストは使用不可能。何かに接触した場合若干のタイムロスの上で自動復帰するが、CPUがクラッシュすると復帰しないためその場で勝利が確定する。

  - 専用のコースで行うルール
全てのルールにおいてブーストは使用可能。
    - SHORT RACE - 閉じていない1本道のコースを走り抜けるレース。
    - STRAIGHT - ミュートシティの直線コースを走り、相手より早くゴールすれば勝ち。
    - SLALOM - レッドキャニオンの多数の細かい直角カーブで構成されたコースを走り、相手より早くゴールすれば勝ち。
    - BRAKING - リュージョンの直線コース終端の一定範囲内に先に止まれば勝ち。チキンレースに似ているが、停止位置は勝敗に関与しない。
4. 規定コース数をクリアすると、アニメ『F-ZERO ファルコン伝説』のストーリーの断片、ブレーキやブースト、ターンなどの特殊操作、CHALLENGE以上では使用したキャラクターやマシンのプロフィールが入手できる。

## エディットモード
本作は一般発売作品では初めてコースエディットを搭載した作品である。コースエディットモードでは16×16のエリアに1×1～3×3の大きさを持つ255種類のパーツを配置することでオリジナルのコースを作ることができる。コース配置時にL・Rボタンを押すことでピットエリアや各種トラップを設定することも可能。
コースを作る際には以下の制限事項がある。
- スタートラインは縦方向のパーツしかなく、同パーツを設置した位置から画面上方向にスタートする。
- コースは閉じた1本のコースである必要がある（パーツの中には分岐している物があるが、同じパーツ内で合流しており1つの線として認識される）。
- パーツの種類によってポイントが設定されており、合計ポイントが255以内である必要がある。

作成したコースはテスト走行やタイムアタックモードで走ることができるほか、通信ケーブルを使うことで他のプレイヤーに転送したり、全員が同じコースを持つことでマルチカートリッジ対戦も可能。また、コースを文字化したパスワードをやり取りし入力することで遠方のプレイヤーと共有することもでき、公式サイトでもユーザーから公募されたコースやパスワードが公開されている（現在は既に受付終了）。

## 移植版
| No. | タイトル                                      | 発売日         | 対応機種        | 開発元 | 発売元 | メディア                            | 型式 | 備考                         | 出典              |
| --- | --------------------------------------------- | -------------- | --------------- | ------ | ------ | ----------------------------------- | ---- | ---------------------------- | ----------------- |
| 1   | F-ZERO CLIMAX                                 | 2015年12月16日 | Wii U           | 任天堂 | 任天堂 | ダウンロード (バーチャルコンソール) | -    |                              | [ 1 ]             |
| 2   | ゲームボーイアドバンス Nintendo Switch Online | 2024年10月11日 | Nintendo Switch | 任天堂 | 任天堂 | ダウンロード                        | -    | 海外でも日本版をそのまま配信 | [ 2 ] [ 3 ] [ 4 ] |